# Mégafaune
Pour l’article ayant un titre homophone, voir Mégaphone.
 (février 2011).
Si vous disposez d'ouvrages ou d'articles de référence ou si vous connaissez des sites web de qualité traitant du thème abordé ici, merci de compléter l'article en donnant les références utiles à sa vérifiabilité et en les liant à la section « Notes et références ».

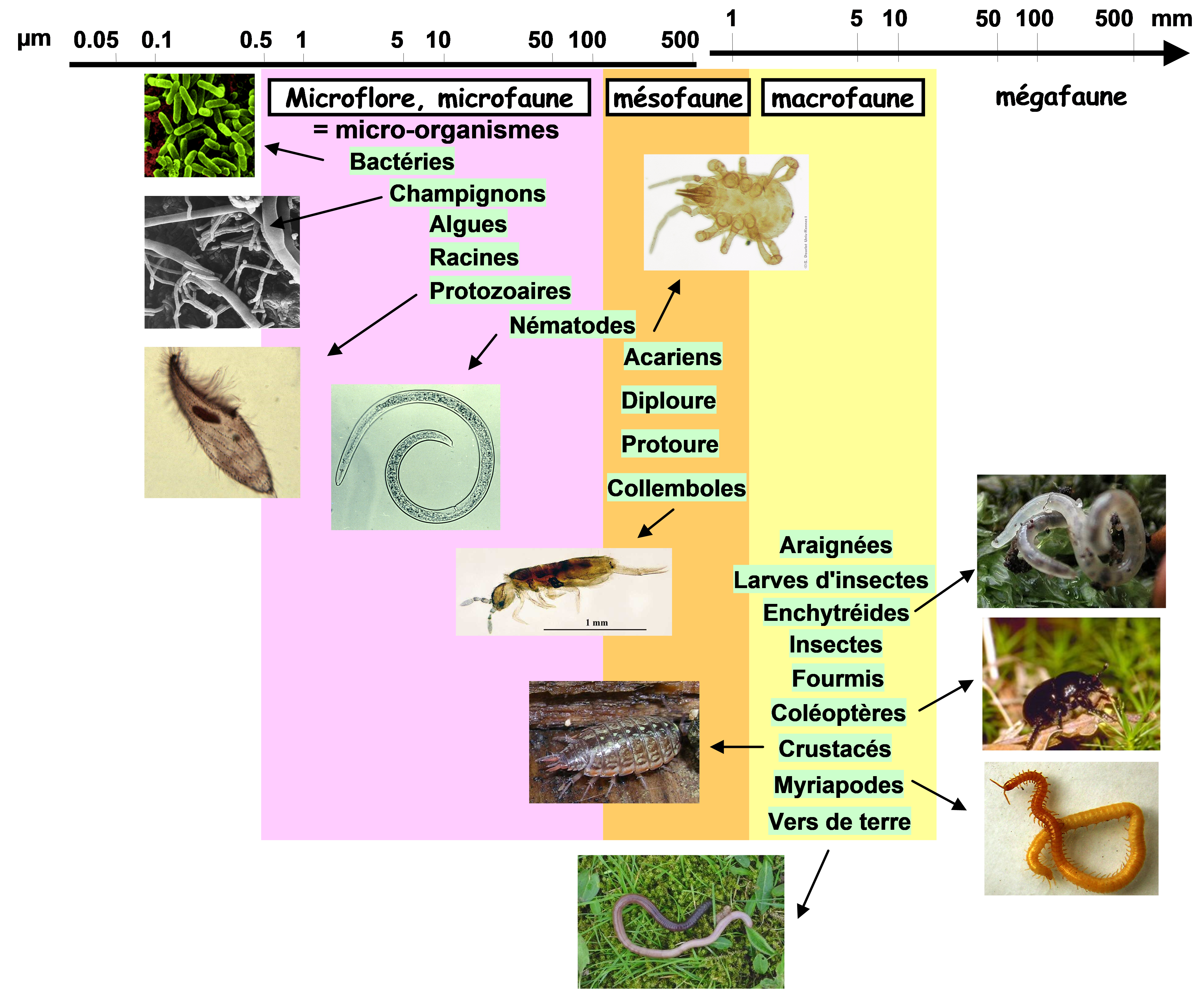
Taille et diversité des organismes du sol.

Le mot mégafaune désigne l'ensemble des espèces animales de grande taille, mais répond à différentes acceptions selon le domaine étudié. On définit ainsi arbitrairement l'ensemble des mammifères les plus lourds selon le milieu concerné. Pour la faune du sol, il s'agit d'animaux de taille supérieure à 80 mm. On parlera par extension de mégafaune pour les acariens de l'ordre du millimètre vis-à-vis d'acariens de l'ordre de dizaine de micromètres. La faune de plus petite taille est classée dans la macrofaune et la microfaune.

## Mégafaune des mammifères
Ces animaux suivent généralement une stratégie d'évolution K, présentent une grande longévité et un faible taux de renouvellement démographique, un bas taux de mortalité, et surtout peu ou pas de prédateurs capables d'attaquer des adultes en bonne santé. Ces caractéristiques rendent la mégafaune fortement vulnérable face aux activités humaines et au changement climatique.
L'intérêt[pas clair] de cette notion[Laquelle ?] est de mettre en évidence une réduction brutale[Où ?] du nombre de ces espèces durant les dernières dizaines de milliers d'années, témoignage d'une modification importante[Laquelle ?] de l'environnement[Lequel ?]. La limite inférieure comme poids pour ces animaux est variable en fonction des étapes et des milieux. La limite actuelle est de 45 kg, elle était de plus d'une tonne durant l'Holocène. Les cétacés constituent toujours un exemple de mégafaune géante[réf. nécessaire].
On peut associer alors ce terme soit à la région, soit à la période, exemple : mégafaune américaine du Pléistocène. La mégafaune sud-américaine[Laquelle ?] est une mégafaune actuelle. Habituellement, la mégafaune australienne désigne une mégafaune disparue entre 50 000 et 20 000 ans.

## Mégafaune et fertilité des sols
La disparition de la mégafaune a eu un impact important sur le cycle de redistribution de la matière organique et la fertilité des sols. La redistribution de matière organique aujourd'hui serait équivalente à 8 % de ce qu'elle était à l'époque de la mégafaune. Le ralentissement du recyclage des éléments par les animaux pourrait avoir des conséquences sur la fertilité générale de la planète.

## Mégafaune d'Amérique du Nord
L'extinction d'une partie de la mégafaune d'Amérique du Nord au Quaternaire s'est produite en quelques siècles, et coïncide avec la période pendant laquelle les premiers hommes ont commencé à s'étendre sur ce continent.
| Liste de la mégafaune disparue (non exhaustif) :                                                    | Liste de la mégafaune disparue (non exhaustif) :                                                                                       |
| --------------------------------------------------------------------------------------------------- | --- |
| Proboscidiens - Mammouth laineux - Mastodonte d'Amérique - Mammouth de Colomb                       | - Mammouth laineux (à gauche) et Mastodonte d'Amérique (à droite). - Mammouth de Colomb, 4 mètres au garrot.                           |
| Castors géants - Castor géant du Nebraska - Castor géant de Floride                                 | - Castor géant du Nebraska, 2,5 mètres de haut.                                                                                        |
| Paresseux géants - Paresseux terrestre de Jefferson - Megatherium - Eremotherium laurillardi        | - Paresseux terrestre de Jefferson, 3 mètres de haut. - Megatherium, 6 mètres de long.                                                 |
| Félins - Smilodon (tigre à dents de sabre) - Homotherium - Lion américain                           | - Smilodon, « tigre à dents de sabre ». - Homotherium, des dents « en burin ». - Lion américain, 4 mètres de long.                     |
| Sirénien - Rhytine de Steller                                                                       | |
| Autre - Canis dirus - Bison latifrons - Arctodus simus (Ours à face courte) - Camelops (Dromadaire) | - Deux aspects possibles pour Canis dirus. - Bison latifrons, 2,5 mètres au garrot pour 2 tonnes. - Arctodus simus, 3,5 mètres debout. |

Sites paléontologiques aux États-Unis :
- La Brea Tar Pits.

## Mégafaune malgache
L'ile de Madagascar a connu une mégafaune parmi laquelle l'oiseau-éléphant, la tortue géante, le lémurien géant, l'hippopotame nain ou le crocodile Voay robustus. Toutes ces espèces ont disparu il y a un millier d'années.
Cette date correspond à l'arrivée de populations malayo-polynésienne et bantoue pratiquant l'agriculture ce qui a conduit à un essor important du peuplement humain. La mégafaune malgache n'a pas été décimée par la chasse mais par une réduction drastique de son espace vital,.